# I cavalieri di Rodi
I cavalieri di Rodi è un  film muto italiano del 1912 diretto da Mario Caserini.